# Гюнтер Еппен
Гюнтер Еппен (нім. Günter Eppen; 27 серпня 1912, Вінзен — 30 січня 1943, Біскайська затока) — німецький офіцер-підводник, капітан-лейтенант крігсмаріне.

## Біографія
1 квітня 1933 року вступив на флот. З вересня 1939 року — інструктор училища зв'язку в Ауріху. З березня 1940 року — офіцер зв'язку ВМС в Мольде. В липні-жовтні 1941 року пройшов курс підводника. В жовтні-грудні 1941 року — додатковий вахтовий офіцер на підводному човні U-38. З 7 травня 1942 року — командир U-519, на якому здійснив 2 походи (разом 76 днів у морі). 30 січня 1943 року U-519 і всі 50 членів екіпажу зникли безвісти в Біскайській затоці.

## Звання
- Кандидат в офіцери (1 квітня 1933)
- Морський кадет (23 вересня 1933)
- Фенріх-цур-зее (1 липня 1934)
- Оберфенріх-цур-зее (1 квітня 1936)
- Лейтенант-цур-зее (1 жовтня 1936)
- Оберлейтенант-цур-зее (1 червня 1938)
- Капітан-лейтенант (1 квітня 1941)

## Нагороди
- Медаль «За вислугу років у Вермахті» 4-го класу (4 роки)
- Нагрудний знак підводника (30 грудня 1942)